# Elabra costaricensis
Elabra costaricensis är en insektsart som beskrevs av Young 1957. Elabra costaricensis ingår i släktet Elabra och familjen dvärgstritar.
Artens utbredningsområde är Costa Rica. Inga underarter finns listade i Catalogue of Life.